# 古城街道 (驻马店市)
古城街道，是中华人民共和国河南省驻马店市驿城区下辖的一个乡镇级行政单位。

## 行政区划
古城街道下辖以下地区：
古城村、吴桂桥村、张教庄村、马园庄村、大余庄村、洪沟庙村、朱楼寨村和李湾村。